# Mercado del Plata

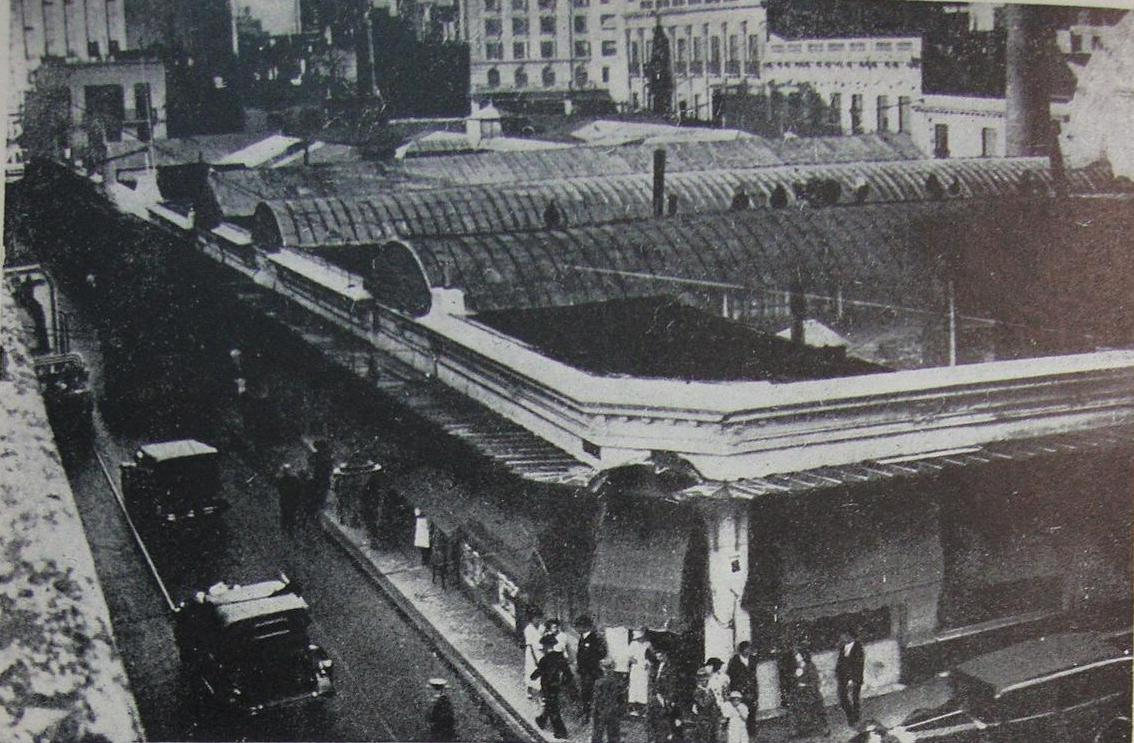
El viejo Mercado del Plata

En octubre de 1856 se inauguró el Mercado del Plata, en el predio de la antigua Plaza Nueva o de Amarita o Plaza de las Artes, que ocupaba, como actualmente, media manzana, es decir, el perímetro marcado por las actuales calle Sarmiento (antes Cuyo), calle Teniente General Juan Domingo Perón (antes Cangallo), calle Carlos Pellegrini (antes Artes), y pasaje Carabelas (que toma su nombre por ordenanza del 27 de noviembre de 1893). 
Si bien con anterioridad existieron en la ciudad edificios dedicados al mercadeo y la provisión de alimentos como la Recova Vieja, el edificio del Mercado del Plata fue el primero de la ciudad en ser totalmente cubierto y diseñado específicamente para tareas de abasto, dedicándose casi totalmente a la venta al mayoreo.
Reuníanse allí las carretas provenientes de San Isidro, San Fernando y Las Conchas, entre otros, a vender sus productos que consistían, principalmente, en leña de rama y en haces, madera y cañas para ranchos, sandías, melones, duraznos, trigo, maíz, cebada, alpiste, etc. De esas carretas, algunas se estacionaban, especialmente las de fruta y choclos, y vendían al menudeo, colocando en ellas de noche faroles, contribuyendo al pobre alumbrado público de la época.
Cuando la población comenzó a crecer y por consiguiente a extenderse la ciudad, las carretas que concurrían al Mercado del Plata, fueron removidas hacia otros puntos periféricos de la ciudad como el hueco de Doña Engracia o Ña Gracia, convertido en plaza a pedido de los vecinos de la Parroquia del Socorro en julio de 1809, y que ocupaba la manzana entre calles Santo Tomás (hoy calle Paraguay), Monserrat (actual calle Cerrito), Santa María (hoy calle Marcelo T. de Alvear) y San Pablo (actual calle Libertad), manzana que hasta hoy ocupa la plaza Libertad.
En su lugar, entre 1947 y 1962 fue construido el Edificio del Plata, obra de los arquitectos Oscar Crivelli y Jorge Heinzmann.